# Panicum lachnophyllum
Panicum lachnophyllum är en gräsart som beskrevs av George Bentham. Panicum lachnophyllum ingår i släktet vipphirser, och familjen gräs. Inga underarter finns listade i Catalogue of Life.